# Monolena bracteata
Monolena bracteata är en tvåhjärtbladig växtart som beskrevs av Henry Allan Gleason. Monolena bracteata ingår i släktet Monolena och familjen Melastomataceae.
Artens utbredningsområde är Colombia. Inga underarter finns listade i Catalogue of Life.